# Juan Carlos Menseguez
Juan Carlos Menseguez (ur. 18 lutego 1984 w Córdobie) – argentyński piłkarz grający na pozycji pomocnika. Obecnie występuje w angielskim West Bromwich Albion - klubie do którego został wypożyczony z San Lorenzo. Oprócz argentyńskiego posiada również włoskie obywatelstwo.
Menseguez swoją piłkarską karierę zaczynał w juniorach River Plate. Przed sezonem 2003/04 przeniósł się do występującego w Bundeslidze Wolfsburga, gdzie zadebiutował 13 września 2003 roku. Pierwszego gola w niemieckiej ekstraklasie strzelił 12 marca 2005 roku w spotkaniu z Hannoverem. W Bundeslidze rozegrał 102 mecze i cztery razy trafiał do siatki rywali. Po sezonie 2006/07 za 1,1 miliona euro został kupiony przez San Lorenzo. W argentyńskim zespole zadebiutował 29 sierpnia 2007 roku w spotkaniu przeciwko Racingowi Club, zaś pierwszego gola strzelił 6 kwietnia 2008 roku w wygranym meczu z CA Tigre. W lutym 2009 na zasadzie wypożyczenia przeniósł się do West Bromwich Albion. Swój pierwszy mecz w Premier League rozegrał 22 lutego w spotkaniu z Fulham Londyn. Pierwszego gola w angielskiej ekstraklasie zdobył 25 kwietnia 2009 roku w pojedynku z Sunderlandem.